# Joaquín Izuibejeres
Joaquín Izuibejeres (Montevideo, 23 febbraio 1982) è un ex cestista uruguaiano.

## Carriera
Con l'Uruguay ha disputato i Campionati americani del 2003.